# Cycas zeylanica
Cycas zeylanica là một loài thực vật hạt trần trong họ Cycadaceae. Loài này được J.Schust. A.Lindstr. & K.D.Hill mô tả khoa học đầu tiên năm 2002.